# جیمز دی. واکر
جیمز دی. واکر (به انگلیسی: James D. Walker) سناتور سابق عضو حزب دموکرات ایالات متحده آمریکا بود. وی در سال ۱۸۷۹ تا ۱۸۸۵ میلادی سناتور ایالت آرکانزاس در سنای ایالات متحده آمریکا بود.